# Maria von der Passion

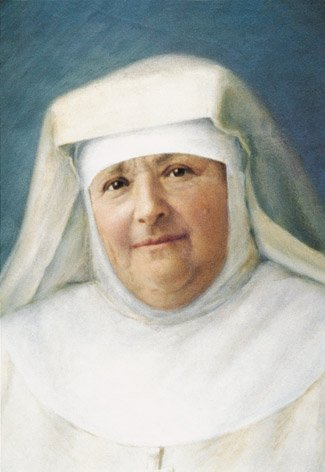
Maria von der Passion in ihrem Habit.

Hélène Marie Philippine de Chappotin de Neuville (* 21. Mai 1839 in Nantes; † 15. November 1904 in Sanremo), auch bekannt als selige Maria von der Passion (französisch: Mère Marie de la Passion) war eine französische Ordensfrau und Missionarin, die 1877 in Indien die Franziskanerinnen Missionarinnen Mariens (kurz: FMM) gründete. Diese Kongregation ist zurzeit (Stand 2015) eine der größten Ordensgemeinschaften in der römisch-katholischen Kirche.

## Frühes Leben
Hélène wurde am 21. Mai 1839 in Nantes geboren. Ihre Familie war wohlhabend und lebte den christlichen Glauben auf sehr traditionelle Weise. Am Fronleichnamsfest 1850 empfing sie ihre Erstkommunion. Der Tod einer Schwester und einer Cousine soll sie sehr bewegt und dazu geführt haben, dass sie sich auf die Suche nach dem Sinn des Lebens machte, wobei sie von dem starken Glauben ihrer Mutter geprägt wurde. Im Alter von 15 Jahren nahm Hélène an Exerzitien der Marienkinder teil. Bewegt von den Predigten eines Paters, soll sie ihre Berufung zum Ordensleben erkannt haben. Im Jahr 1858 starb ihre Mutter plötzlich, wodurch sie ihre Klosterpläne zunächst ad acta legen und sich um die Führung des elterlichen Haushaltes kümmern musste.

## Religiöses Leben

### Die ersten Ordensjahre
Am 9. Dezember 1860 konnte Hélène in das Klarissenkloster in Nantes eintreten. Am 23. Januar 1861 will Hélène eine mystische Erfahrung während des Chorgebetes gemacht haben, in der Gott sie einlud, ihr Leben als Opfer für die Kirche und den Papst zu leben. Daraufhin wurde sie krank und musste das Kloster wieder verlassen, woraufhin sie zu ihrer Familie zurückkehrte.
Durch ihren Beichtvater lernte sie 1864 die jesuitisch geprägte Frauengemeinschaft der Sühneschwestern Mariens (Société de Marie-Réparatrice) kennen. Dieser Ordensgemeinschaft trat sie 1864 in Toulouse bei. Am 15. August 1864 wurde sie eingekleidet und erhielt den Namen Maria von der Passion (Marie de la Passion). Noch als Novizin wurde sie im März 1865 in die Mission nach Indien in das Apostolische Vikariat Madurai, geschickt. Dort legte sie am 3. Mai 1866 auch ihre Zeitliche Profess ab. Die Schwestern der Kongregation widmeten sich vor allem der Erziehung von Frauen und Mädchen und sollten dabei helfen, eine eigenständige einheimische, indische Kongregation zu gründen. Im Juli 1867 wurde sie zunächst zur Haus- und Provinzoberin für die drei Konvente ernannt. Die Gemeinschaft entwickelte sich sehr gut. Jedoch kam es mit der Zeit zu Schwierigkeiten, da es Uneinigkeiten bezüglich des Missionsverständnisses und der Disziplin sowohl innerhalb der Gemeinschaft als auch mit den Jesuiten gab, die in der Region die Verantwortung für die Mission hatten. Während Mutter Maria von der Passion in Ootacamund eine neue Niederlassung gründete, geriet sie in Konflikt mit der Ordensleitung in Frankreich, weswegen sie als Provinzialin abgesetzt wurde, aber Hausoberin in Ootacamund blieb. Auf dem Höhepunkt des Konfliktes stellte die neue Provinzoberin, die aus Frankreich geschickt wurde, die verbliebenen Schwestern in Madurai vor die Wahl, zu bleiben oder die Gemeinschaft zu verlassen.

### Die Neugründung
Im Jahr 1876 verließen daraufhin 20 Schwestern die Kongregation der Sühneschwestern Mariens, schlossen sich Mutter Maria von der Passion in Ootacamund an und bildeten mit der Genehmigung des Apostolischen Vikars von Coimbatore, Bischof Joseph Bardou, eine neue Kongregation diözesanen Rechts. Die Missionsverantwortung lag in diesem Gebiet nicht bei den Jesuiten, sondern bei der Gesellschaft des Pariser Missionsseminars (Société des Missions Etrangères de Paris).
Im November 1876 reiste Mutter Maria von der Passion nach Rom, um dort den Status der neuen Gemeinschaft zu klären. Sie erhielt am 6. Januar 1877 von Papst Pius IX. die Authorisation für die Neugründung der Gemeinschaft, die nun Missionarinnen Mariens heißen sollte. Auf Vorschlag der römischen Kurienkongregation Propaganda Fide eröffnete Mutter Maria von der Passion ein Noviziat in Saint-Brieuc, Frankreich. 1878 wurden die ersten Novizinnen nach Indien geschickt.
In den Jahren 1880 und 1882 kehrte Mutter Maria von der Passion nach Rom zurück, um Probleme der jungen Kongregation zu lösen. Im Juni 1882 erhielt sie die Erlaubnis, ein Haus in Rom zu eröffnen. Am 4. Oktober 1882, dem Fest Franziskus’ von Assisi, wurde sie in der römischen Kirche Santa Maria in Aracoeli in den Dritten Orden des Hl. Franziskus aufgenommen. Bei dieser Gelegenheit kam sie mit dem Generalminister der Franziskaner, Bruder Bernardin de Portogruaro, in Kontakt, der ein wichtiger Unterstützer wurde.
Aufgrund von Unstimmigkeiten innerhalb der Kongregation und innerkirchlichem Widerstand wurde Mutter Maria von der Passion im März 1883 als Generaloberin der Kongregation abgesetzt. Nach einer von Papst Leo XIII. angeordneten Untersuchung wurde sie rehabilitiert und auf dem Generalkapitel im Juli 1884 als Generaloberin wiedergewählt.
Von da an begann die Kongregation stetig zu wachsen. Im August 1885 schloss sich die Kongregation der franziskanischen Familie an und erhielt nun den Namen „Kongregation der Franziskanerinnen Missionarinnen Mariens“. Im Jahr 1886 erfolgten zwei Neugründungen in Ceylon, eine in China und eine in Paris. Die Konstitutionen wurden am 17. Juli 1890 ad experimentum und am 11. Mai 1896 definitiv päpstlich anerkannt. Der missionarische Eifer Mutter Marias von der Passion war überwältigend: im Jahr 1890 verzeichnete die gerade päpstlich anerkannte Kongregation bereits 17 Niederlassungen und 495 Schwestern. Aus der ganzen Welt trafen Anfragen von Bischöfen für Neugründungen ein. Besonderes Augenmerk legten die Schwestern auf den Schutz der Frau und die Soziale Frage: mit Intelligenz und Diskretion arbeiteten sie mit den Pionieren in diesen Bereichen zusammen.

### Spiritualität
Ihren großen Antrieb schöpfte Mutter Maria von der Passion aus den großen Glaubensgeheimnissen: sie führte alles zurück auf den einen, dreifaltigen Gott der Liebe und der Wahrheit, der sich den Menschen durch das österliche Mysterium Christi offenbart. In Einheit mit diesem Mysterium, lebte sie ihre Berufung zum Opfer in den missionarischen und kirchlichen Dimensionen. Jesus in Gestalt der Eucharistie war für sie „der große Missionar“ und die Gottesmutter Maria mit ihrem „Ecce“ („Hier bin ich“) und ihrer bedingungslosen Verfügbarkeit, zeichnete den Weg der vorbehaltlosen Hingabe für das Werk Gottes vor. So öffnete sie ihre Kongregation für die universale Mission, verwurzelt in den franziskanischen Idealen der Einfachheit, Armut und Nächstenliebe.
Mutter Maria von der Passion nahm großen Anteil an der Missionstätigkeit ihrer Kongregation, nicht nur im organisatorischen Bereich, sondern auch auf spiritueller Ebene. Trotz ihrer vielen Arbeit fand sie immer noch Zeit, mehrere Schriften für die spirituelle Unterweisung ihrer Schwestern zu verfassen. In ihrer Korrespondenz verfolgte sie die Missionstätigkeiten der Mitschwestern in der ganzen Welt und rief sie unablässig zur Heiligkeit auf.
Im Jahr 1900 erlitten sieben ihrer Schwestern das Martyrium. Dies soll bei Mutter Maria von der Passion einen großen Schmerz über den Verlust verursacht haben, aber auch eine große Freude über die Glaubensstärke ihrer spirituellen Töchter bis zum Blutvergießen.

### Die letzten Jahre
Mutter Maria von der Passion starb am 15. November 1904 in Sanremo nach kurzer Krankheit. Zu diesem Zeitpunkt bestand die Kongregation der Franziskanerinnen Missionarinnen Mariens aus mehr als 2.000 Schwestern in 86 Niederlassungen auf vier Kontinenten. Ihre sterblichen Überreste wurden in einer Kapelle des Generalats in Rom, Via Giusti, beigesetzt.

## Verehrung und Seligsprechung
Im Jahr 1918 wurde der Informativprozess für die Seligsprechung in San Remo eröffnet und 1941 wurde das Dekret über die Schriften von Mutter Maria von der Passion veröffentlicht.
Am 19. Januar 1979 wurde der Seligsprechungsprozess eröffnet. Das Dekret über die heroischen Tugendgrade wurde am 28. Juni 1999 verkündet. Am 5. März wurde die Heilung einer Ordensschwester von spinaler Tuberkulose als ein Wunder auf Fürsprache von Mutter Maria von der Passion anerkannt. Daraufhin wurde sie am 20. Oktober 2002 von Papst Johannes Paul II. in Rom seliggesprochen.
Das Grab der Seligen befindet sich in der „Blauen Kapelle“ des Generalats der Franziskanerinnen Missionarinnen Mariens in Rom, Via Giusti.

## Gedenktag
Der liturgische Gedenktag in der römisch-katholischen Kirche ist der 15. November, ihr Todestag.